# 陈卫东 (政治人物)
陈卫东（1961年8月—），贵州六盘水人，汉族，中华人民共和国政治人物，贵州省烟草专卖局局长、中国烟草总公司贵州省公司总经理。

## 生平
毕业于贵州工学院水文地质及工程地质专业。2008年起担任全国人大代表。2013年，担任全国人大代表。2018年2月24日，当选为第十三届全国人大代表。